# Jacinto de Carvalho
Padre Jacinto de Carvalho (Pereira (Montemor-o-Velho), 1677 - Coimbra, 1744) foi um religioso jesuíta português. Como cronista, descreveu a atividade da Companhia de Jesus no Estado do Maranhão na época do Brasil Colônia.

## Biografia
Jacinto de Carvalho entrou na Companhia de Jesus em 1691, e em 1695 rumou para o Estado do Maranhão e Grão-Pará. Em Belém fez sua profissão de fé, no ano de 1712. Trabalhou como missionário na região amazônica durante vários anos. Voltou então a Portugal, onde exerceu o cargo de Procurador das Missões do Maranhão em Lisboa.
Retornou ao Brasil uma vez mais em 1722 como confessor do novo governador do Maranhão, João da Maia da Gama. Logo no ano seguinte foi feito Visitador Geral da Ordem Jesuíta. Voltou ainda a Lisboa, onde continuou como Procurador até 1739. Faleceu em Coimbra, em 1744.

## Obra
Como Procurador e Visitador Geral, o Padre Jacinto de Carvalho foi responsável por várias petições e pareceres relativos à administração jurídica e eclesiástica das missões. Como cronista, deixou os seguintes textos:
- Uma carta de 1719 referida como Relação da Missão do Maranhão por Serafim Leite, que primeiro publicou alguns trechos. A missiva foi endereçada ao Superior Geral, Michelangelo Tamburini, e está por isso traduzida ao italiano.[1]
- Uma crônica denominada Princípios do Maranhão, supostamente um fragmento de uma obra maior, publicada por primeira vez em 1995 por Jomar Moraes.[1]